# Mercedes-Benz W245
Mercedes-Benz W245 (eller Mercedes-Benz B-klass) är en mini-MPV från Mercedes-Benz. Den lanserades i mars 2005 och baseras på Mercedes-Benz A-klass; följaktligen är den framhjulsdriven och har också samma motorprogram som den mindre A-klassen.
Mercedes-Benz själva betecknar bilen som en Compact Sports Tourer (CST).
Versioner:
| Modell     | Årsmodell | Motor                      | Cylindervolym | Effekt | Bränslesystem             |
| ---------- | --------- | -------------------------- | ------------- | ------ | ------------------------- |
| B150       | 2005-09   | M266: 4-cyl radmotor dohc  | 1498 cm³      | 95 hk  | Bränsleinsprutning        |
| B170       | 2005-09   | M266: 4-cyl radmotor dohc  | 1699 cm³      | 116 hk | Bränsleinsprutning        |
| B180 CDI   | 2005-11   | OM640: 4-cyl radmotor dohc | 1991 cm³      | 109 hk | Common rail turbodiesel   |
| B200 CDI   | 2005-11   | OM640: 4-cyl radmotor dohc | 1991 cm³      | 140 hk | Common rail turbodiesel   |
| B200       | 2005-11   | M266: 4-cyl radmotor dohc  | 2034 cm³      | 136 hk | Bränsleinsprutning        |
| B200 Turbo | 2005-10   | M266: 4-cyl radmotor dohc  | 2034 cm³      | 193 hk | Bränsleinsprutning, turbo |
| B170 NGT   | 2009      | M266: 4-cyl radmotor dohc  | 2034 cm³      | 116 hk | CNG, bränsleinsprutning   |
| B160       | 2010-11   | M266: 4-cyl radmotor dohc  | 1498 cm³      | 95 hk  | Bränsleinsprutning        |
| B180       | 2010-11   | M266: 4-cyl radmotor dohc  | 1699 cm³      | 116 hk | Bränsleinsprutning        |
| B180 NGT   | 2010-11   | M266: 4-cyl radmotor dohc  | 2034 cm³      | 116 hk | CNG, bränsleinsprutning   |